# 버클리 스퀘어 (클럽)

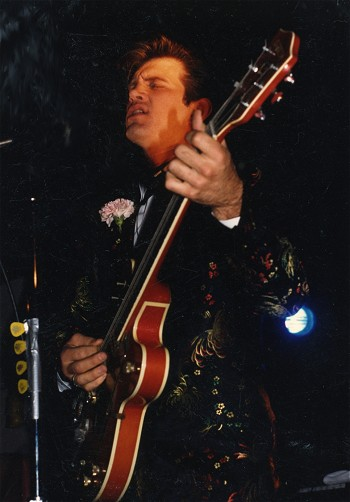
1986년 버클리 스퀘어에서 공연하는 크리스 아이작

버클리 스퀘어(영어: Berkeley Square)는 미국 캘리포니아주 버클리 유니버시티가 1333에 위치했던 작은 음악 클럽으로, 1970년대부터 1990년대까지 운영했다. 투팍 샤커, 프라이머스, 라몬스, 레드 핫 칠리 페퍼스, 피시, 스완스, 그린 데이, 사운드가든, AFI, 파파 로치, 랜시드, 노 다웃 등 다양한 유명 음악가들이 공연을 했다.
1943년 오클랜드 전화번호부에는 "에드 호가티의 버클리 스퀘어"에 "칵테일 라운지, 레스토랑 및 소매점"이라 써진 전면 광고가 있었다. 현재 울리 매머드 데이케어를 포함한 소규모 사업체가 운영되고 있으며, 버클리 스퀘어의 이름과 주소가 적힌 높은 간판이 여전히 걸려 있다.